# Смольянка
Смольянка — деревня в Кичменгско-Городецком районе Вологодской области.
Входит в состав Кичменгского сельского поселения (с 1 января 2006 года по 1 апреля 2013 года входила в Плосковское сельское поселение), с точки зрения административно-территориального деления — в Еловинский сельсовет.
Расстояние до районного центра Кичменгского Городка по автодороге составляет 33 км. Ближайшие населённые пункты — Остапенец, Еловино, Жаровиха.
Население по данным переписи 2002 года — 60 человек (26 мужчин, 34 женщины). Всё население — русские.